# Chiesa di San Vittore (Cannobio)
La chiesa di San Vittore, nota anche come collegiata di San Vittore e come pieve di San Vittore Martire, è la parrocchiale di Cannobio, in provincia del Verbano-Cusio-Ossola e diocesi di Novara; fa parte della unità pastorale di Cannobio.

## Storia
La primitiva pieve di Cannobio venne costruita verso il 1076 e consacrata dall'arcivescovo di Milano Umberto I da Pirovano nel 1156.
L'edificio fu ingrandito nel 1296 e, poi, successivamente alla visita pastorale dell'arcivescovo Carlo Borromeo del 1575.
La prima pietra dell'attuale parrocchiale venne posta nel 1730; la consacrazione fu impartita nel 1749 dall'arcivescovo di Milano Giuseppe Pozzobonelli. La facciata venne terminata nella prima metà del XIX secolo.

## Descrizione
La facciata è in stile neoclassico e presenta cinque statue raffiguranti i Santi Vittore, Ambrogio, Carlo, Davide e Mosè.
Opere di pregio conservate all'interno sono il crocifisso ligneo risalente al XVI secolo e collocato nella cappella laterale dell'Annunciazione, due trittici del XV secolo, l'altare maggiore, che è in stile neoclassico, e due raffigurazioni del Martirio di San Lorenzo Diacono e la Pietà di Cannobio.
Il campanile risale al XII-XIII secolo ed è costituito da blocchi di serizzo; la cella campanaria è caratterizzata da trifore e, sopra di essa, vi è la cuspide, realizzata nel XX secolo. All'inizio, il campanile ospitava solo due campane, che avevano lo scopo di richiamare la gente non solo in occasione delle funzioni, ma anche in occasione delle adunate e delle esecuzioni capitali.